# قرية بن صلاح

تعديل مصدري - تعديل

قرية بن صلاح هي إحدى قرى عزلة القارة بمديرية رصد التابعة لمحافظة أبين، بلغ تعداد سكانها 42 نسمة حسب تعداد اليمن لعام 2004.